# Peuplingues
Peuplingues är en kommun i departementet Pas-de-Calais i regionen Hauts-de-France i norra Frankrike. Kommunen ligger i kantonen Calais-Nord-Ouest som tillhör arrondissementet Calais. År 2022 hade Peuplingues 789 invånare.

## Befolkningsutveckling
Antalet invånare i kommunen Peuplingues
| Referens: INSEE |